# 王众孚
王众孚（1941年10月—），湖南安化人，1968年2月加入中国共产党，1964年8月参加工作。曾任国家工商行政管理总局局长、党组书记。中共第十五届中纪委委员、第十六届中央委员，第十一届全国政协常委。

## 生平
早年毕业于长沙铁道学院（中南大学）桥隧系桥隧专业毕业，大学学历，工程师。毕业后加入中国人民解放军，后任长沙市建工局工程师。
1984年，升任中共长沙市委副书记；次年任市委书记。
1990年12月，任深圳市常务副市长。
1994年，任国家工商行政管理局局长。
2001年，升任国家工商行政管理总局局长。
2008年，当选第十一届全国政协常务委员，代表中国共产党，分入第二组。并担任第十一届全国政协经济委员会副主任。
2008年6月27日当选新一届中国消费者协会会长。

## 相关事件
有媒体报道，郭美美是王众孚的私生女。